# Küss mich
Küss mich ist ein Schlager aus der Feder von Hans Carste und Klaus S. Richter, der 1937 von Rudi Schuricke veröffentlicht wurde.

## Veröffentlichung
Rudi Schuricke und Ludwig Rüth mit seinem Orchester veröffentlichten Küss mich als Single im Jahr 1937. Die Veröffentlichung geschah im Musiklabel Electrola (EG 6356). Schuricke als Vokalist war auf der originalen Platte nicht aufgeführt.

## Coverversionen (Auswahl)
- Kurt Widmann mit seinem Orchester & Paul Dorn (1937)
- Max Mensing & Walter Raatzke mit seinem Orchester (Küss’ mich (Bitte, bitte küss mich), 1937)
- Erhard Bauschke mit seinem Orchester & Paul Dorn (Küss’ mich (Bitte, bitte küss mich), 1938)
- Gloria-Tanz-Orchester & Wilfried Sommer (Küss mich (Bitte, bitte küss mich), 1938)
- Rosita Serrano (Küss mich, bitte, bitte, küss mich, 1938)
- Adalbert Lutter mit seinem Orchester & Erwin Hartung (Küss mich, bitte, bitte, küss mich!, 1938)
- Heinz Becker mit seinem Bar-Quintett & Heinrich Riethmüller (Medley, Instrumental, Was jeder gerne hört – I, 1949)
- Orchester Kurt Edelhagen (Instrumental, Kiss me (Küss’ mich, bitte bitte küss’ mich), 1953)
- Botho-Lucas-Chor (Küss mich!, 1964)
- Nana Gualdi & Ralf Paulsen (Küss mich, bitte, bitte küss mich, 1970)
- Manfred Krug (Küss mich, bitte, bitte küss mich, 2000)
- Ensemble Six (Küss mich, bitte, bitte küss mich!, 2013)
- Klang und Leben (Küss mich, bitte, bitte küss mich, 2016)